# Dactylorhiza lehmannii
Dactylorhiza lehmannii är en orkidéart som först beskrevs av Johannes Christoph Klinge, och fick sitt nu gällande namn av Károly Rezsö Soó von Bere. Dactylorhiza lehmannii ingår i Handnyckelsläktet som ingår i familjen orkidéer. Inga underarter finns listade i Catalogue of Life.